# Цен Лека
Цен Лека (на албански: Cen Leka) е албански бунтовник, водач на въстанието от 1843 – 1844 година в Дебър.

## Биография
Роден е в дебърското село Зогяй в Османската империя. Оглавява въстаналите срещу танзиматските реформи албанци в Дебър. Въстаническата армия, водена от Лека се опитва да спре напредването османската армия, начело с Хайредин паша. Най-голяма съпротива бунтовниците оказват в Битката при Горица, която продължава пет дни. Според доклада на френски дипломат в Янина, в нея участват дори жени и деца. Османската армия понася големи загуби, но поради голямото превъзходство в хора и въоръжение, успява да принуди бунтовниците да напуснат полесражението. Съществува албанска народна песен посветена на битката.